# Рогатая Балка
Рога́тая Ба́лка — посёлок в Петровском муниципальном округе Ставропольского края Российской Федерации. 

## География
Находится в Предкавказье, на Прикалаусских высотах Ставропольской возвышенности, на реке Терновая и её притоке Балка Рогатая.
Расстояние до краевого центра: 86 км. Расстояние до районного центра: 21 км.

## История
Основано в 1912 году (по другим данным — в 1932 году). Новосёлами были крестьяне из Сухой Буйволы.
До 1 мая 2017 года было административным центром упразднённого Рогато-Балковского сельсовета.

## Население
| 1989 | 2002  | 2010  | 2014  | 2023  |
| ---- | ----- | ----- | ----- | ----- |
| 2060 | ↗2315 | ↘2174 | ↗2200 | ↘1787 |

По данным переписи 2002 года, 95 % населения — русские.

## Инфраструктура
- Центральный Дом культуры[10]. Открыт 10 октября 1975 года[11]
- Модульный ветеринарный участок[12]
- Через село проходит железная дорога Светлоград — Будённовск.

## Образование
- Детский сад № 5 «Чебурашка»[13]
- Средняя общеобразовательная школа № 16[14]. Открыта 1 сентября 1965 года[15]

## Эпидемиология
- Находится в местности, отнесенной к активным природным очагам туляремии[16]

## Памятники
- Обелиск воинам-землякам, погибшим в годы гражданской и Великой Отечественной войн. 1965 год[17]

## Кладбище
- Общественное открытое кладбище (ул. Первомайская, 1б). Площадь участка 40 600 м²[18]